# Marthe Galard
Marthe Galard est une peintre française née à Bordeaux le 2 juillet 1884 et morte à Bayonne le 14 décembre 1961.

## Biographie
Fille d'Adrien Galard (1861-1943), cousine de Charles de Bordeu, elle expose notamment au Salon des indépendants et au Salon d'automne, pour ce dernier en 1906 et 1907 au moins. Son talent est vanté dans ses chroniques par Guillaume Apollinaire, qui la qualifie d'artiste « audacieuse » et « mystique ».
Elle se retire en 1922 au Carmel d'Auch, sa prise de voile ayant lieu le 27 juillet 1926. Francis Jammes l'évoque dans deux poèmes : Lagor et Prise d'habit au Carmel.